# ECタウバテ
ECタウバテ (ポルトガル語: Esporte Clube Taubaté)は、ブラジル・サンパウロ州タウバテを本拠地とするサッカークラブである。

## 歴史
1914年10月25日設立。12月25日に発足後初の公式戦を開催した。州選手権2部では2度優勝している。同じサンパウロ州に本拠地を置くサン・ジョゼECおよびグアラチンゲタ・フチボウとは長年ライバル関係にある。

## タイトル

### 国内タイトル
- カンピオナート・パウリスタ・ド・インテリオール・モドゥーロII : 3回
  - 1919, 1926, 1942

- カンピオナート・パウリスタ・セリエA2 : 2回
  - 1954, 1979

- カンピオナート・パウリスタ・セリエA3 : 2回
  - 2003, 2015

### 国際タイトル
なし

## 歴代監督
- ルイス・カルロス・デ・オリベイラ・プレト
- オルランド・ペサーニャ・デ・カルヴァーリョ
- フェルナンド・アウカンタラ
- ジョゼ・デ・ソウザ・テイシェイラ

## 歴代所属選手
- リチェーリ・カンタニェーデ・デ・オリベイラ
- アマリウド・デ・ジェズス・サントス
- ジョゼ・エリ・デ・ミランダ
- クレイトン・ドミンゲス・バルボーザ